# Volkswagen Jetta

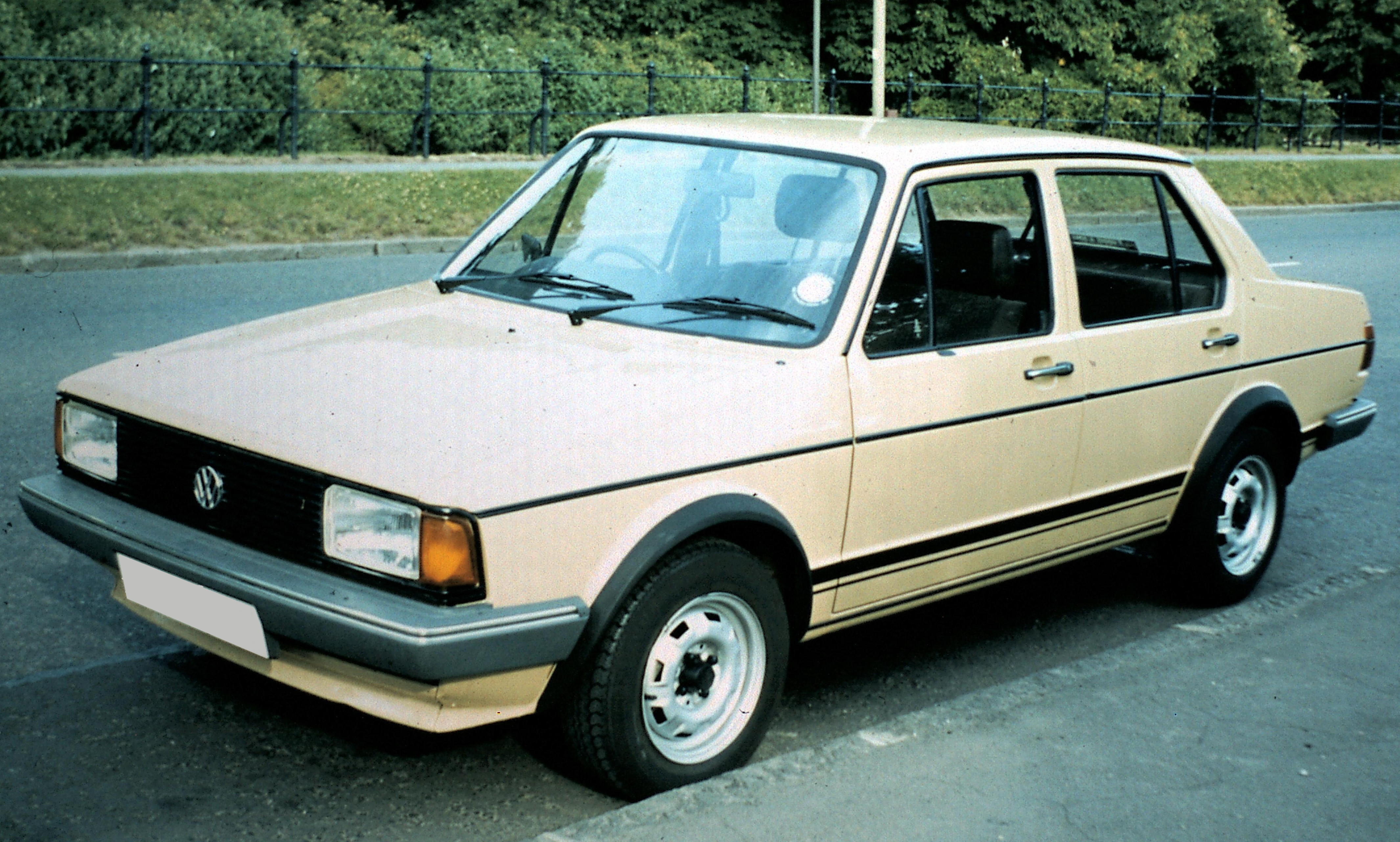
L’originale Jetta fut lancée au salon de Francfort en 1979.

La Volkswagen Jetta est une automobile produite par la marque Volkswagen.
Il existe 7 générations de la Jetta. Les cinq premières sont strictement des versions tricorps de la Golf.
La toute première génération est dévoilée à Francfort en 1979. La deuxième génération est lancée en 1984 en Europe et en 1985 aux États-Unis. C'est un grand succès commercial pour Volkswagen puisque la Jetta devient le plus vendu des véhicules européens aux États-Unis[réf. souhaitée].
En 1992, à la troisième génération, le nom Jetta est changé pour celui de Vento en Europe. Aux États-Unis et au Canada, le nom Jetta est conservé (à cause du grand succès de la génération précédente).
En 1998, la quatrième génération est lancée en Europe sous le nom de Bora cette fois-ci. Toujours pour les mêmes raisons, la dénomination Jetta restera aux États-Unis et au Canada. Enfin, la cinquième génération est présentée au Salon de l'automobile de Los Angeles en 2005. Elle prend le nom de Jetta aussi bien aux États-Unis qu'en Europe.
En 2011, la Jetta VI, plus grande, est devenue un modèle à part entière avec une conception spécifique. La septième génération est dévoilée en janvier 2018 à Détroit, aux États-Unis. Elle repose désormais sur la plate-forme MQB, commune à de nombreux modèles VW.

## Seconde Génération (A2, Type 1G (MK II))

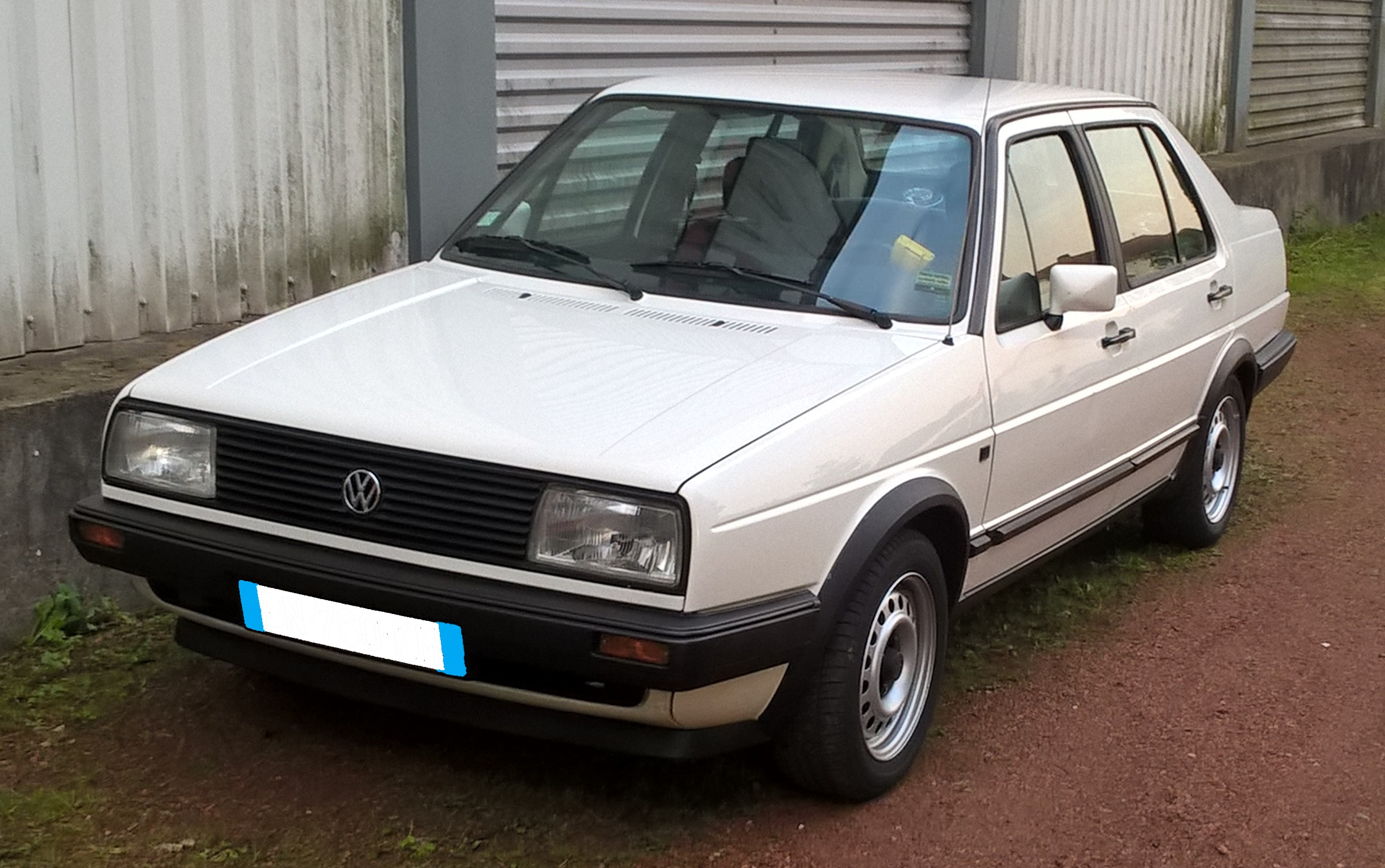
Volkswagen Jetta II TX phase 1-1781cm3-90cv-année 1986.

## Première Génération (A1 Type 16 (MK I))
La Jetta a été présentée au monde au Salon de l'automobile de Francfort en 1979.

## Quatrième Génération (A4, Type 1J (MK IV))

### Jetta City
En octobre 2006, Volkswagen relance la vente de la quatrième génération au Canada, dans le but de rester compétitif dans cette classe de véhicules, la cinquième génération est vendue plus chère que la majorité des modèles équivalents. En 2008, la ligne City a été remodelée pour suivre le look du reste de la gamme.
Le seul moteur disponible reste le I4 2 L 8 soupapes (115 hp) avec boite manuelle 5 vitesses. Une boite automatique 4 rapports est également disponible en 2007. Une transmission Tiptronic 6 rapports est ajoutée comme option en 2008. L'année 2010 marque la dernière année de distribution de la Jetta City au Canada.

## Cinquième génération (A5, Type 1K (MK V))

### Motorisations
Essence
- 1,6 L 75 kW (102 ch)
- 1,6 L 85 kW (115 ch)
- 1,8 L 110 kW (150 ch)
- 1,4 L 103 kW (140 ch)
- 2,0 L 110 kW (150 ch)

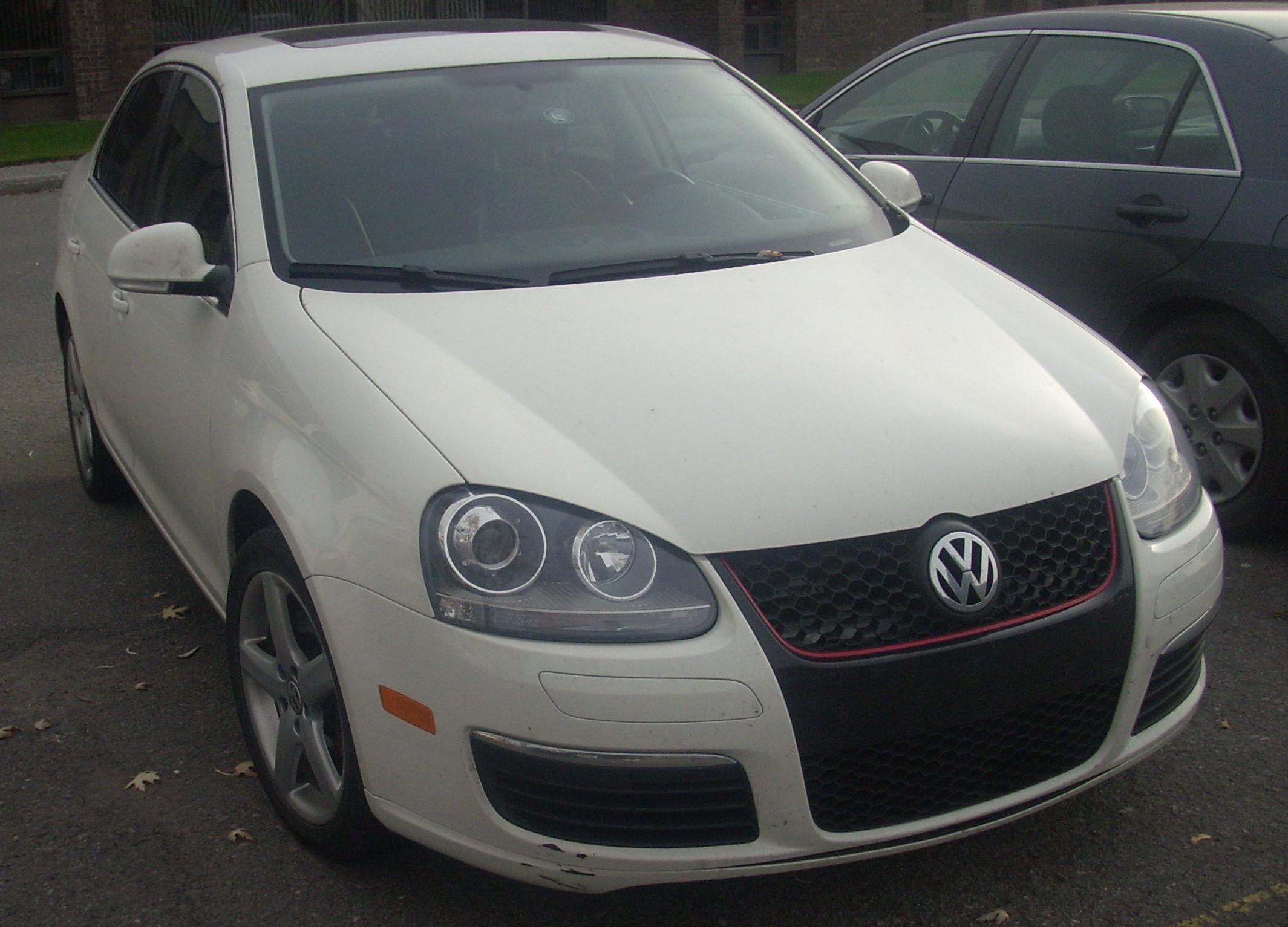
Jetta mk5 GLI.

- 2,5 L 110 kW (150 ch) (destiné au marché nord-américain)
- 2,5 L 125 kW (170 ch) (destiné au marché nord-américain)
- 1,4 L 125 kW (170 ch)
- 2,0 L 147 kW (200 ch) ((suivant les pays) version GLI)

Diesel
- 1,9 L 77 kW (105 ch)
- 2,0 L 100 kW (136 ch) (disponible en Belgique)
- 2,0 L 103 kW (140 ch)
- 2,0 L 125 kW (170 ch)

## Sixième Génération (A6 (MK VI))
Elle est présentée le 15 juin 2010 à Times Square à New York pour la première fois au public. Le lancement a eu lieu en Europe en janvier 2011.

### Présentation
La sixième génération de la Jetta est environ neuf centimètres plus long que la précédente, tandis que la largeur et la hauteur sont identiques au modèle précédent. Avec l'empattement allongé, les passagers à l'arrière ont plus d'espace pour les jambes. Contrairement aux modèles précédents, le modèle ne partage aucune pièce avec la Golf.

### Jetta hybrid
En 2012, est commercialisé une Jetta hybrid,,. La propulsion est assurée par une combinaison de :
- un quatre cylindres 1.4 TSI (type EA211, 1395 cm3); puissance maximale : 110 kW / 148 ch à 5 000 tr/min
  - couple maximal : 249 N m à 1 600 tr/min;
  - taux de compression : 10,5
  - injection directe
  - turbo compresseur
  - une boîte DSG à 7 rapports et double embrayage, capable de transmettre au maximum 250 N m
- un moteur électrique (20 kW), refroidi par eau, 155 N m
- un embrayage entre le thermique et l'électrique
- Une batterie Li-ion d'une capacité de 1,1 kWh sous 220 V de tension (5 Ah), refroidie par air, fournit l'énergie au moteur électrique. Installée sous la banquette arrière, la batterie pèse moins de 36 kg et se compose de 60 accumulateurs.
- Puissance crête : 32 kW

Globalement :
- puissance maximale 170 ch (127 kW) à 5 000 tr/min
- couple maximal 249 N m à 1 000 tr/min

Fonctionnement
En mode 'normal', la Jetta hybride peut se contenter d'une propulsion purement électrique à des vitesses allant jusqu'à 60 km/h sous réserve que les accélérations demandées par le conducteur puissent être satisfaites par le moteur électrique de 20 kW.
En mode électrique forcé, activé par un simple bouton, la Jetta hybride peut atteindre 70 km/h, ou une distance de 2 km.
La Jetta hybride dispose d'un embrayage qui désaccouple le moteur à essence de la transmission, pour le mode électrique ou en roue libre.
En effet, jusqu'à 140 km/h, le moteur thermique peut être éteint et désaccouplé lors des décélérations.
Performances
- Vitesse maximum 210 km/h
  - Accélération 0-80 km/h 6,2 s
  - Accélération 0-100 km/h 8,6 s
- Coffre (banquette relevée/rabattue) 374 L (modèle non hybride 510 L)

- Capacité du réservoir 45 L (modèle non hybride 55 L)
- Cx : 0,28 (gain de 0,02 pour la version hybride par rapport aux autres Jetta)
- Masse : 1 505 kg
- Capacité de remorquage : 0
- Cycle normalisé européen (NEDC)[6]
- Consommations
  - Consommation - cycle urbain 4,4 l/100 km
  - Consommation - extra-urbain 3,9 l/100 km
  - Consommation - cycle combiné 4,1 l/100 km

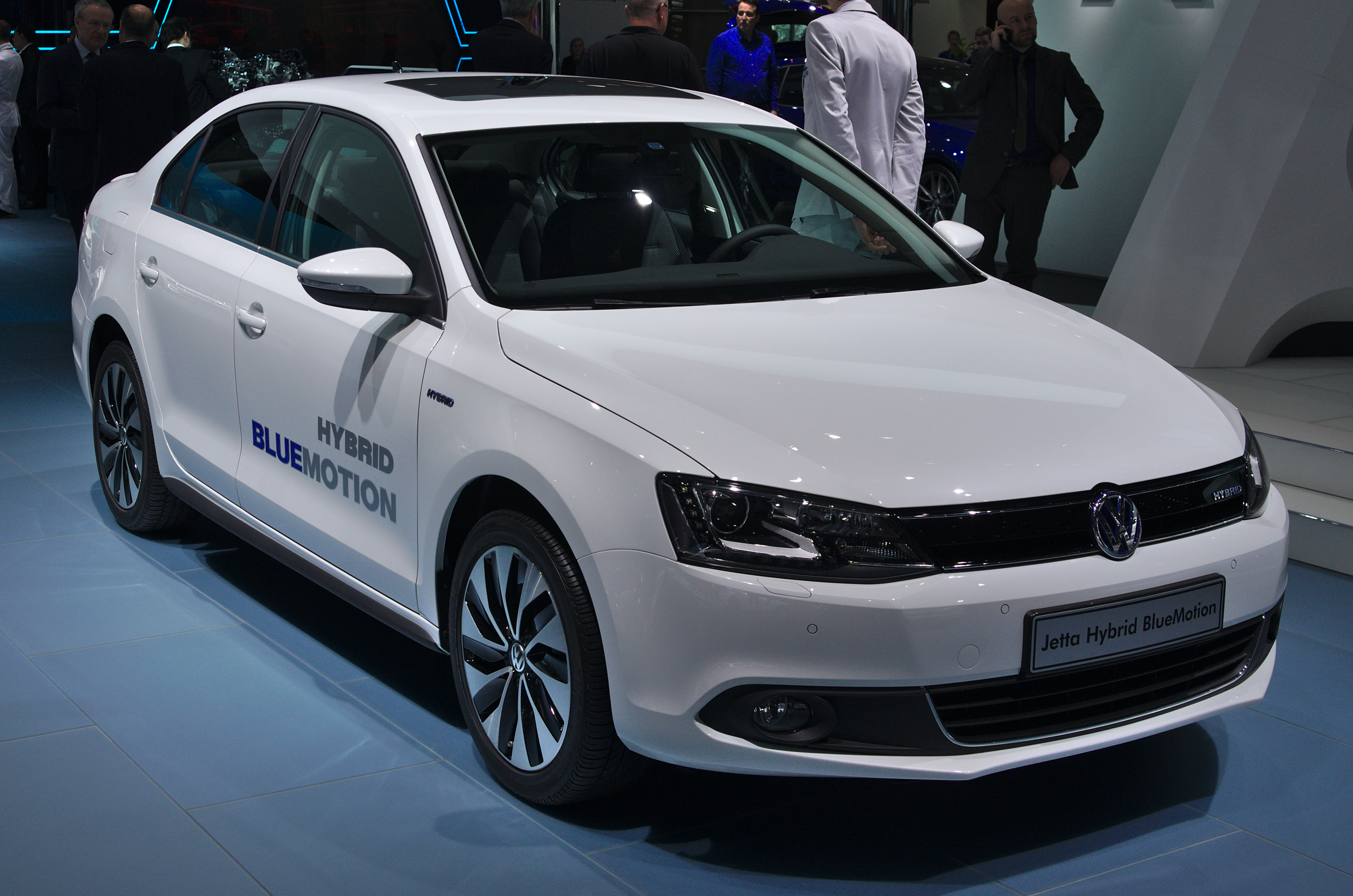
Jetta hybrid.

- Jetta hybrid. Émissions de CO2 en cycle combiné 95 g/km

## Septième Génération (A7 (MK VII))

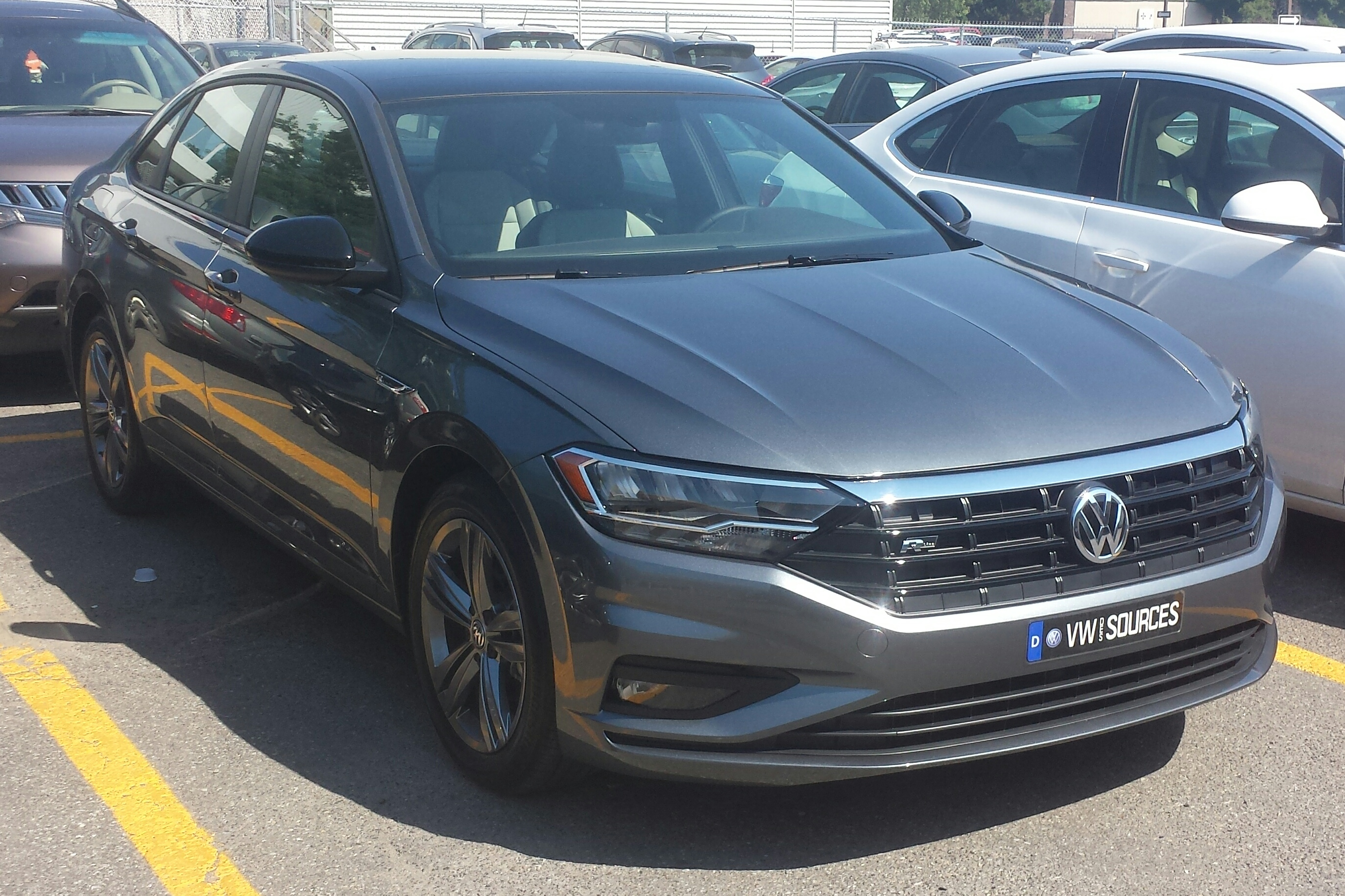
Jetta R line.

La septième génération de la Volkswagen Jetta a été dévoilée au Salon de Détroit 2018 avant d'être commercialisée mi-2018. Elle est disponible aux États-Unis, en Chine, en Russie, au Brésil et en Inde mais elle ne l'est pas en Europe.

## Prix et reconnaissances
En novembre 2008, la VW Jetta TDI (diesel propre) a remporté le prix de la voiture verte de l'année 2009 décerné par le Green Car Journal. À la suite du scandale des émissions de Volkswagen, le prix a été annulé.